# Pascale Jacques
Pascale Jacques, född 1958?, är en tidigare fransk handbollsspelare som spelade 142 landskamper för Frankrike.

## Klubbkarriär
Pascale Jacques spelade för AS Champagnole på 1970-talet, innan hon anslöt till  JS Villersexel 1977.   1979 eller 1980 blev  US Dunkerque hennes klubb. Hon vann franska mästerskapet säsongen 1981/1982. Den säsongen utsågs hon till näst bäste spelare i ligan efter Carole Martin. Hon spelade sedan nästa säsong för Stade Français med vilken hon blev fransk mästare under säsongen 1983/1984. Hon lämnade Stade Français 1985. Hon var sedan spelare för US Créteil. Efter sex år där spelade hon för ASPTT Grasse Mouans Sartoux Handball. Där avslutade hon troligen sin karriär.

### Landslagskarriär
Hon gjorde sin första A-landskamp för det franska laget i december 1975. 1977 två år efter A-landslagsdebuten  blev hon också uttagen i det franska juniorlag till junior-VM i oktober 1977 i Rumänien. Totalt spelade hon sedan 142 landskamper för Frankrike. Hon deltog i en mästerskapsturnering världsmästerskapet i handboll för damer 1986. Frankrike kom på 15:e plats av 16 deltagare och hon spelade i alla sex matcherna och var näst bästa målgörare med 16 mål i Frankrike efter Carole Martin med 25 mål.